# Actes Sud
Actes Sud ist ein französisches Verlagshaus, gegründet 1978 in Arles von Hubert Nyssen.

## Geschichte
Die Actes Sud wurden vom „Atelier de cartographie thématique et statistique“ (ACTeS) herausgegeben. Wie dieses, war ihr anfänglicher Sitz eine Schäferei in Paradou, einem Dorf im Vallée des Baux, wo der Gründer, Hubert Nyssen, zusammen mit seiner Frau Christine Le Bœuf, der Enkelin des belgischen Bankiers und Mäzens Henry Le Bœuf, sich mit Françoise Nyssen, Bertrand Py und Jean-Paul Capitani (* 15. Dezember 1944; † 4. April 2023) zusammenfanden.
1983 wurde Actes Sud nach Arles an den „Le Méjan“, heute Place Nina Berberova, verlegt, als Hommage für eine Autorin, deren Entdeckung für die Entwicklung des Verlagshauses von Bedeutung war.
Zu Beginn gab diese Lage in der Provinz Anlass zu Spott, weil sie der französischen Tradition zugegen lief, Verlagshäuser in Paris anzusiedeln. Nachdem sich der Verdacht gelegt hatte, dass dies eine Gegnerschaft zur zentralistischen Hegemonie bedeute, eröffnete Actes Sud 1987 im 6. Arrondissement von Paris ein Pressebüro für die Öffentlichkeitsarbeit. Inzwischen (Stand: Dezember 2024) hat der Verlag einen zweiten regulären Sitz im 15. Arrondissement von Paris.

## Verlagstätigkeit
2007 veröffentlichte Actes Sud Millénium von Stieg Larsson, einen Kriminalroman, als Übersetzung aus dem Schwedischen, der 2009 eine Auflage von einer Million Exemplaren erreichte, was den größten finanziellen Erfolg des Hauses seit der Gründung bedeutete.

### Erwerbungen
Die 1984 gegründete Éditions Solin wurde 1989 erworben und als Actes Sud – Éditions Solin integriert. L’An 2, gegründet 2002, wurde 2005 erworben und als Actes Sud – L’An 2 integriert.
Im Januar 2013 gab Actes Sud den Erwerb von Payot & Rivages bekannt.

### Reihen
- 2005 veröffentlichte Actes Sud, nach einigen Versuchen in dieser Hinsicht in den 1990er-Jahren, eine Reihe von Comics. Der Erfolg wurde durch den Prix du meilleur album des Festival International de la Bande Dessinée d’Angoulême 2006 an Gipi für Notes pour une histoire de guerre bestätigt. 2010 wurde der Prix de l’Audace für Alpha… Directions von Jens Harder auf dem Festival in Angoulême verliehen.

- Seit 2007 hat Actes Sud mit „Actes Sud Junior“ eine Abteilung, die sich auf die Herausgabe von Jugendliteratur spezialisiert hat und von Thierry Magnier geleitet wird.

- Im Oktober 2013 begann Actes Sud „Exofictions“, eine neue, auf Science-Fiction ausgerichtete Reihe. Programmleiter ist Manucoteauel Trix. Das erste Buch dieser Reihe ist Silo, ein Werk von Hugh Howey.

### Sonstige Arbeitsgebiete
Actes Sud betreibt ein kleines Netz von Buchhandlungen und veröffentlicht auch CDs.

## Preise
- 2004 erhielt mit Le Soleil des Scorta von Laurent Gaudé erstmals ein bei Actes Sud erschienener Roman den Prix Goncourt; der Roman wurde 400.000 Mal verkauft.
- 2012 bekam mit Le Sermon sur la chute de Rome von Jérôme Ferrari zum zweiten Mal ein von Actes Sud veröffentlichter Roman den Prix Goncourt.
- 2015 wurde Boussole von Mathias Énard der dritte bei Actes Sud erschienene Prix Goncourt-Preisträger, und
- 2017 gab es für L’Ordre du jour von Éric Vuillard ebenfalls einen Prix Goncourt.
- 2018 wurde Nicolas Mathieu mit dem Prix Goncourt für den Roman Leurs enfants après eux ausgezeichnet.[8]

Actes Süd hat heute (August 2018) einen Katalog mit etwa 11.500 Titeln und mehr als zweihundert Mitarbeiter, in der Mehrzahl an den Standorten Arles und Paris. Etwa zwanzig externe Berater und eine Vielzahl von Übersetzern arbeiten in Frankreich und der ganzen Welt für Actes Sud.

## Besonderheiten
Actes Sud wählt häufig die Garamond (ITC) für ihre Veröffentlichungen.

## Autoren
Die wichtigsten veröffentlichten Autoren sind:
 
- Swetlana Alexijewitsch, Nobelpreis für Literatur
- Paul Auster, Prix Médicis étranger für Léviathan
- Henry Bauchau, Prix du Livre Inter, 2008 für Le Boulevard périphérique
- Jeanne Benameur, Grand prix RTL-Lire 2013 für Profanes
- Nina Berberova
- Sophie Calle
- Magyd Cherfi, Preis des Le Parisien Magazine, 2016 für Ma part de Gaulois
- Kamel Daoud, Prix Goncourt für Erstlingsromane, 2015 für Meursault, contre-enquête
- Mathias Énard, Prix du Livre Inter, 2009 für Zone und dritter Prix Goncourt von Actes Sud 2015 für Boussole
- Alice Ferney
- Jérôme Ferrari, zweiter Prix Goncourt von Actes Sud, 2012 für Le Sermon sur la chute de Rome
- Laurent Gaudé, erster Prix Goncourt von Actes Sud, 2004 für Le Soleil des Scorta
- Günter Grass, Nobelpreis für Literatur
- Marlen Haushofer
- Nancy Huston, prix du Livre Inter, 1997 für Instruments des ténèbres, Prix Femina, 2006 für Lignes de faille
- Raymond Jean
- Imre Kertész, Nobelpreis für Literatur
- Camilla Läckberg
- Stieg Larsson
- Alberto Manguel
- Nicolas Mathieu, Prix Goncourt 2018 für Leurs enfants après eux
- Cormac McCarthy
- Wajdi Mouawad
- Rosie Pinhas-Delpuech
- Olivier Py
- Pierre Rabhi
- Jean-Michel Ribes
- Jacky Siméon
- Siri Hustvedt
- Kathryn Stockett

## Abteilungen
- Actes Sud BD
- Actes Sud – Classica
- Actes Sud Junior
- Éditions de l’An 2
- Actes noirs
- Actes Sud – Papiers
- Actes Sud – Solin
- Actes Sud – Sindbad
- Babel (collection)
- Babel noir
- Domaine du possible (Leiter Cyril Dion)
- Exofictions
- Photo Poche

## Verbundene Herausgeber
Actes Sud hat eine Form der Zusammenarbeit mit anderen Verlagen entwickelt, die éditeurs associés, die die gleichen Vorstellungen von Anspruch und Unverwechselbarkeit teilen. Diese Verleger führen ihre eigenen Verlagsprogramme völlig unabhängig fort, ohne in Actes Sud integriert zu werden, im Gegensatz zu Éditions Solin und L’An 2.
Zu dieser Gruppe gehören:
 
- Éditions Errance
- Sindbad édition
- Hélium (éditions)
- Éditions Jacqueline Chambon
- Gaïa Éditions
- Éditions Imprimerie nationale
- Les liens qui libèrent
- Payot & Rivages
- Éditions Picard
- Éditions du Rouergue
- Éditions Textuel
- Éditions Thierry Magnier